# Distretto di Montfort
Il distretto di Montfort era una divisione territoriale francese del dipartimento dell'Ille-et-Vilaine, istituita nel 1790 e soppressa nel 1795.
Era formato dai cantoni di Montfort, Becherel, Bedée, Breal, Gaël, Iffendic, Meen la Forest, Montauban e Plelan.